# Symbrenthia redesilla
Symbrenthia redesilla är en fjärilsart som beskrevs av Hans Fruhstorfer 1907. Symbrenthia redesilla ingår i släktet Symbrenthia och familjen praktfjärilar. Inga underarter finns listade i Catalogue of Life.